# Robertson (del av en befolkad plats)
Robertson är en del av en befolkad plats i Australien. Den ligger i kommunen Brisbane och delstaten Queensland, omkring 11 kilometer söder om delstatshuvudstaden Brisbane.
Runt Robertson är det mycket tätbefolkat, med 1 018 invånare per kvadratkilometer.. Närmaste större samhälle är Brisbane, omkring 11 kilometer norr om Robertson.
Runt Robertson är det i huvudsak tätbebyggt. Genomsnittlig årsnederbörd är 1 424 millimeter. Den regnigaste månaden är januari, med i genomsnitt 275 mm nederbörd, och den torraste är oktober, med 21 mm nederbörd.